# Welfia regia
Welfia regia es una especie de palmera de la familia Arecaceae. Es monotípica dentro del género Welfia. Es originaria de Centroamérica, se distribuye por Costa Rica, Honduras, Nicaragua, Panamá, Colombia, Ecuador, y Perú .

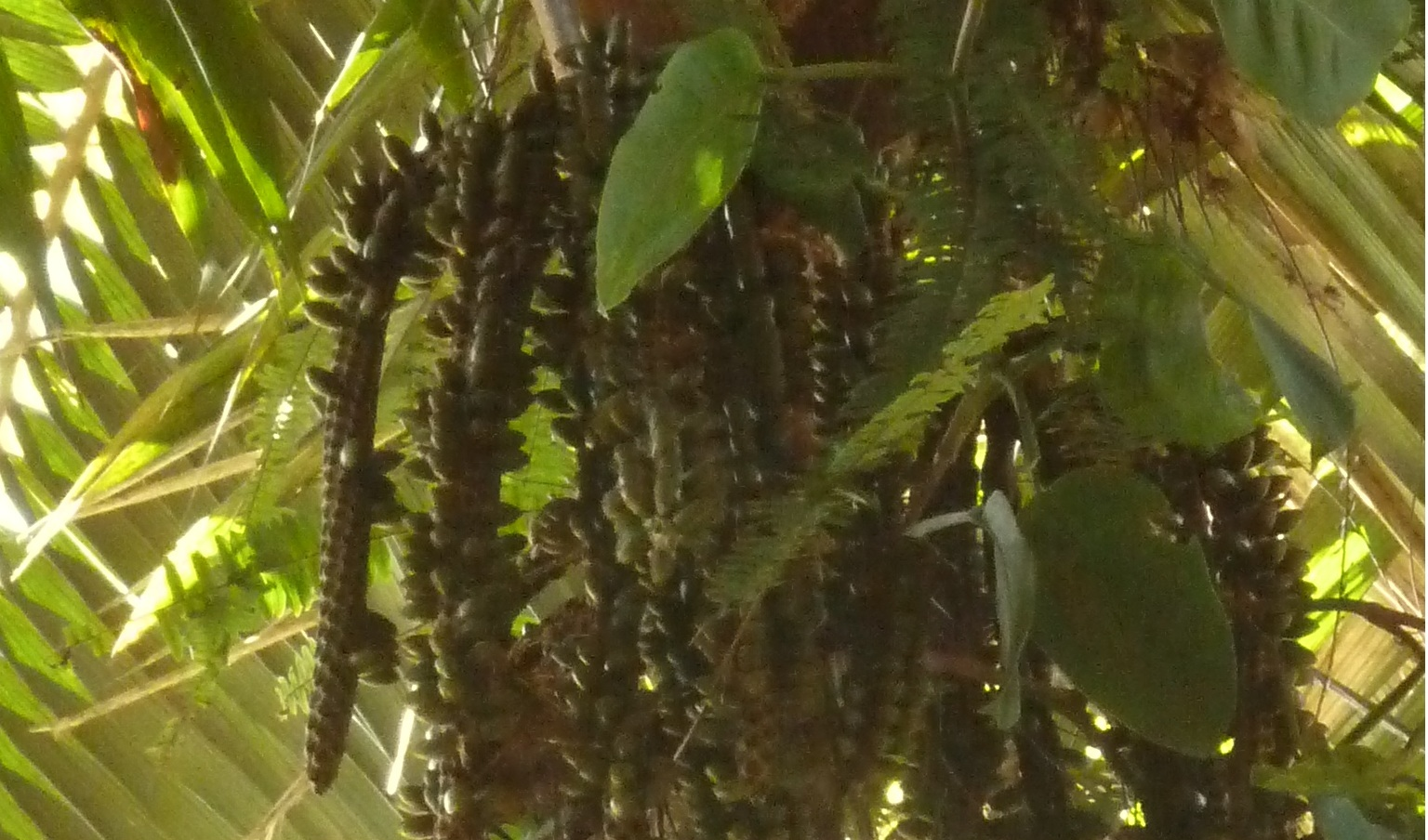
Frutos

## Descripción
Son palmas completamente inermes,  altas; con tallos erectos, fuertes, solitarios, de hasta 20 m de alto y 30 cm de diámetro, desnudos, con cicatrices distantes; plantas monoicas. Hojas grandes, regularmente pinnadas, erectas y arqueadas apicalmente, 3–8 m de largo; pinnas de 150, subopuestas, ampliamente lanceoladas, 50–75 (–100) cm de largo y 3.5–6 (–11) cm de ancho, con numerosas costillas fuertes, pero sin nervio principal diferenciado, angostamente puntiagudas, raquis relativamente plano adaxialmente, acanalado a lo largo de la inserción de las pinnas, redondeado abaxialmente; vaina pesada, algo acostillada, márgenes volviéndose fibrosos, pecíolo hasta 100 cm de largo, inicialmente tomentoso, redondeado abaxialmente, profundamente cóncavo adaxialmente. Inflorescencias infrafoliares y péndulas por abajo de las vainas, pedúnculo corto, fuerte, ligeramente aplanado, recurvado, flores estaminadas sésiles, abrazadas por 2 brácteas, sépalos carinados, pétalos connados, lobos valvados, estambres 27–42; flor pistilada con sépalos libres, imbricados, carinados, pétalos connados 2/3 de su longitud y adnados al tubo estaminodial, lobos deltoides, valvados, estaminodios 15–16, connados 2/3 de su longitud en un tubo. Frutos oblongo-elipsoides ligeramente comprimidos lateralmente, 3.5–4.5 cm de largo y de 1.7 cm de ancho, exocarpo liso, mesocarpo de fibras delgadas, paralelas, endocarpo delgado; semilla 1, elipsoide.

## Taxonomía
Welfia regia fue descrito por Maxwell Tylden Masters  y publicado en The Gardeners' Chronicle & Agricultural Gazette 1869: 1236. 1869.
Welfia alfredii fue descrito por Hernderson & Villalva y publicado en Phytotaxa, 2013, 119 (1): 33–44 
Etimología
Welfia: nombre genérico que fue llamado así por la Casa de Welf (güelfo o Guelph, italiano Guelpho), dinastía de nobles alemanes y gobernantes en Italia y el centro de Europa en la Edad Media, más adelante incluyendo las Welfs Hanoverian, que se convirtieron en gobernantes de Gran Bretaña.
regia: epíteto latino que significa "real, regia".
Sinonimia
- Welfia georgii H.Wendl. (1871).
- Welfia microcarpa Burret (1930).[2]